# Гальцовка
Гальцовка — село в Змеиногорском районе Алтайского края России. Входит в состав Барановского сельсовета.

## География
Село находится в южной части Алтайского края, у южного подножия Колыванского хребта, к югу от реки Большая Гольцовка (бассейн реки Обь), на расстоянии примерно 11 километров (по прямой) к юго-востоку от города Змеиногорск, административного центра района. Абсолютная высота — 445 метров над уровнем моря.

Климат умеренный, континентальный. Средняя температура января составляет −15,1 °C, июля — +19,2 °C. Годовое количество атмосферных осадков — 650 мм.

## История
Гальцовка была основана в 1740 году. В «Списке населенных мест Российской империи» 1868 года издания населённый пункт упомянут как заводской рудник Гольцовский Чарышского участка Бийского округа Томской губернии при речке Гольцовке. В населённом пункте имелось 17 дворов и проживало 80 человек (35 мужчин и 45 женщин).

В 1899 году в селении Гольцовское, относившемуся к Змеиногорской волости Змеиногорского уезда, имелось 70 дворов (48 крестьянских и 22 некрестьянских) и проживало 412 человек (215 мужчин и 197 женщин).
По состоянию на 1911 год деревня Гольцовская включала в себя 78 дворов. Население на тот период составляло 563 человека. Действовали церковно-приходская школа и маслодельный завод.

В 1926 году в селе Гальцовском имелось 181 хозяйство и проживало 1018 человек (492 мужчины и 526 женщин). Функционировали школа I ступени и лавка общества потребителей. В административном отношении Гальцовское являлось центром сельсовета Змеиногорского района Рубцовского округа Сибирского края.

## Население
| 1926 | 1997 | 1998 | 1999 | 2000 | 2001 | 2002 |
| ---- | ---- | ---- | ---- | ---- | ---- | ---- |
| 1018 | ↘414 | ↗433 | ↘419 | ↘415 | ↘377 | ↗382 |
| 2003 | 2004 | 2005 | 2006 | 2007 | 2008 | 2009 |
| ↗383 | ↗389 | ↘365 | ↘347 | ↗354 | ↗367 | ↘340 |
| 2010 | 2011 | 2012 | 2013 |      |      |      |
| ↘338 | ↘335 | ↘326 | ↗335 |      |      |      |

Согласно результатам переписи 2002 года, в национальной структуре населения русские составляли 95 %.

## Инфраструктура
В селе функционируют основная общеобразовательная школа, детский сад, фельдшерско-акушерский пункт (филиал КГБУЗ «Центральная районная больница г. Змеиногорска»), дом досуга и библиотека.

## Улицы
Уличная сеть села состоит из семи улиц.